# Étienne Bussière
Étienne Bussière, né Étienne Eugène Bussière le 1er novembre 1858 à Beaulieu (Corrèze) et mort le 9 octobre 1940 à Donzenac (Corrèze), est un homme politique français.

## Biographie
Propriétaire terrien, juge de paix, président du comice agricole, il est maire de Donzenac et conseiller général du canton de Vigeois de 1898 à 1910. Sur cette même période, il est député de la Corrèze, au groupe radical-socialiste, puis sénateur de la Corrèze de 1911 à 1921, inscrit au groupe de la Gauche démocratique. 

## Sources
- « Étienne Bussière », dans le Dictionnaire des parlementaires français (1889-1940), sous la direction de Jean Jolly, PUF, 1960 [détail de l’édition]